# Saulges
Saulges è un comune francese di 322 abitanti situato nel dipartimento della Mayenne nella regione dei Paesi della Loira.

## Monumenti e luoghi d'interesse
- Chiesa di San Pietro, VII secolo
- Oratorio di san Céneré, VII secolo

## Società

### Evoluzione demografica
Abitanti censiti